# Тюнінг авто

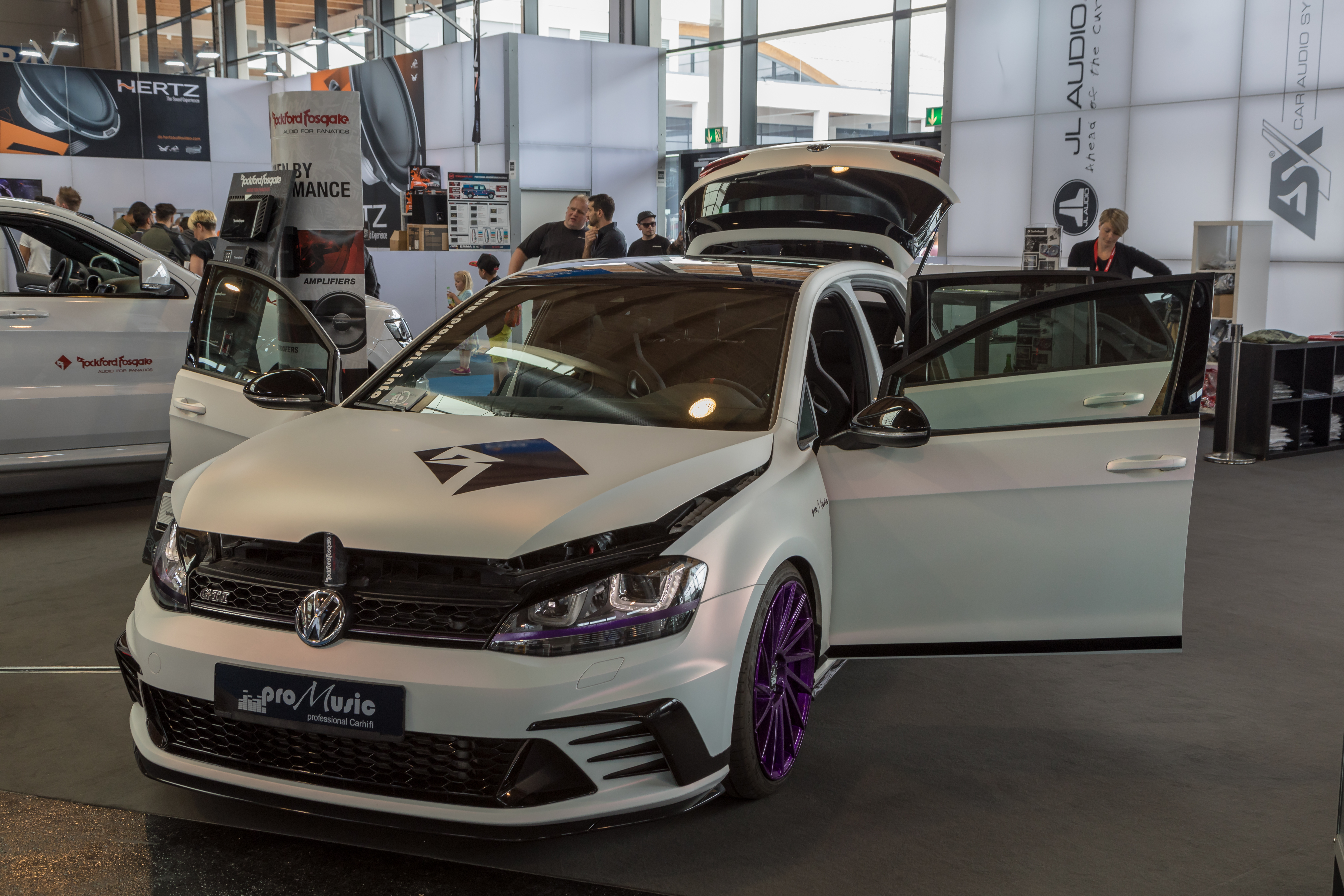
Volkswagen Golf після тюнінгу.

Тю́нінг (англ. car tuning — «налаштування автомашини») — слово, вживане щодо доопрацювання автомобіля, яке підвищує його певні дані (характеристики, можливості).
Тюнінг автомобіля, який готується взяти участь у будь-якій серії перегонів, зазвичай прийнято називати Рінгтулом (від англ. Ring — кільце, англ. Tool — інструмент). Професійні рінгтули збираються тюнінг-ательє або спеціальними спеціалізуються в області мотоспорту компаніями. 
Стайлінг автомобіля (від англ. Styling — стилізація) — зміна зовнішнього вигляду або салону автомобіля, для створення індивідуального стилю, що виділяє автомобіль в потоці і привертає увагу оточення. Стайлінг має на увазі установку інших бамперів або спойлерів, забарвлення автомобіля в незвичайний колір або кілька кольорів, аерографія кузова, установку підсвічування днища, різних інших світлових рішень, перетяжку салону шкірою або алькантарою, встановлення якісної аудіосистеми, встановлення "автовійок", автовініл та інші методи, що дозволяють додати автомобілю індивідуальний стиль і виділити його з тисяч подібних.
Послуги тюнінгу авто надзвичайно популярні серед ентузіастів по всьому світі.

## Зовнішній тюнінг

### Зовнішній обвіс кузова
Один із зазвичай основних елементів зовнішнього тюнінгу автомобіля це є обвіси, тобто передній бампер, задній бампер та пороги. Також можна вдатись до вручну створених елементів наприклад до унікальних повітрозабірників чи вирізати так звані «зябра». Часто елементами зовнішнього тюнінгу стають накладки, а саме вироби зі скловолокна, які замінюють купівлю цілого бампера. Накладки зі скловолокна певні вмільці створюють у своєму гаражі чим роблять стиль свого авто особливим і таким який не можливо повторити, але таке не завжди вдається тому існує безліч автомобільних компаній які можуть на замовлення виготовити практично будь-яку деталь від найменшої вставки до цілого кузова автомобіля зі скловолокна (часто застосовується у автоспорті з метою облегшення автомобіля).

### Аерографія
Аерографія також відносить до зовнішнього тюнінгу, але це вже набагато складніше відтворити у гаражних умовах, оскільки для цього потрібно мати як мінімум компресор, Пульверизатор для аерографії та художні навички, та навіть це не дасть вам гарантії якісної аерографії, оскільки кожна автомобільна фарба має свою особливість нанесення, яка відіграє дуже велику роль у створенні особливого та якісного малюнку на автомобілі.

### Тюнінг шин
Звичайно, обраний тип шин має великий вплив на автомобіль в цілому. Правильно підібрані шини зазвичай стають чудовим та економічно вигідним способом задоволення потреб навіть найвибагливіших водіїв, тому, якщо заводський варіант не влаштовує, є сенс знайти кращий варіант. Існує декілька видів, які можуть використовуватись для різних дорожніх та погодних умов. Обираючи, варто враховувати вартість, термін служби та інші технічні характеристики. Якщо зовнішній вигляд шин також важливий, то завжди можна додати написи на них щоб вони виглядали більш естетично.

## Внутрішній тюнінг

### Основна інформація
До внутрішнього тюнінгу належить все, що стосується салону автомобіля. Внутрішній тюнінг може бути дуже різним, оскільки одні авто готують для показів, інші для перегонів, а ще інші для автозвуку наприклад. Автомобілі які готуються до участі у змаганнях з автозвуку мають особливий внутрішній тюнінг, оскільки перед тим як приступити до обшивки салону, автомобіль потрібно розібрати та скориставшись порадами або навіть навичками спеціалістів, правильно обравши відповідні компанії-виробники шумоізоляції приступити до знешумлення автомобіля, щоб в подальшому уникнути сторонніх звуків від на кузова авто, які при сильній давці можуть викликати деформацію кузова або його елементів.
Авто які готуються до перегонів зазвичай не мають салону. Автомобіль повинен бути максимально облегшений, тобто крім головних важелів управління та сидіння водія у авто немає нічого, тому тут говорити про тюнінг буде не зовсім правильно, оскільки з автомобіля просто викидається все зайве, але і це є своєрідною модифікацією.

### Обшивка салону авто
Обшивкою салону авто може займатись людина яка вміє шити, оскільки одним із основним аспектом обшивки салону авто є обшивка сидінь, але це тільки один із, оскільки перетяжка дверних карт чи торпедо залежить вже не тільки від пошиття але і від навичок роботи з матеріалами якими ми будемо обшивати дверні карти чи панель (зазвичай матеріали: тканина, шкірзамінник, шкіра). Особливої уваги потребує шкіра, оскільки крім того що її потрібно правильно підібрати, так потрібно знати яким клеєм її клеїти до панелі чи дверної карти та як саме це правильно зробити, щоб не зіпсувати дорогоцінну шкіру та в майбутньому вона не відклеїлась чи не піддулась від сонячних променів, тому власники автомобілів які хочуть отримати якісний тюнінг як внутрішній так і зовнішній звертаються до спеціалізованих тюнінг ательє, яких зараз є досить таки багато, але при виборі команди яка буде працювати над вашим авто варто врахувати їхні навички, тобто як мінімум ознайомитись з їхніми роботами та обрати з ними якісний матеріал, оскільки скупий платить двічі.

## Автоспорт
Оскільки на теренах Україні зараз активно розвивається автоспорт, можна говорити про вуличні та офіційні перегони. На вулицях українських міст з'являється все більше автомобільних несподіванок, які створюють автолюбителі в своїх гаражах. Часто ці автомобілі досягають рівня сезйозних гоночних автівок, що перетворює автолюбителя у автогонщика. Місцеві автомобільні клуби регулярно проводять автомобільні змагання де такі водії можуть помірятись власними навичками та виміряти можливості свого авто з іншими автолюбителями.

### Тюнінг двигуна
З допомогою інтернета та власного ризику автомобілісти в першу чергу доопрацьовуть впуск та випуск свого двигуна, щоб збільшити його характеристики, автогонщики-аматори яким цього стає не достатньо вдаються до доопрацювання поршньової частини двигуна та часто і цього буває недостатньо, що ставить автолюбителя перед вибором нового двигуна для свого авто, як усилити кузов автомобіля який був розрахований на меншу потужність, щоб зберегти його цілісність. Наступним питання стає тюнінг ходової частини та гальмівної системи, які також не були розраховані на таку потужність. Таким чином одне тягне за собою інше і автомобіль на якому автогонщик-аматор їздив на роботу вже стає не придатним до цього, а перетворюється у справжню гоночну автівку.
Ще одним варіантом є чип тюнінг блоку управління двигуном внутрішнього згоряння, який являє собою процедуру переустановлення програмного забезпечення на модулі. Кожен мікропроцесор оснащується прошивкою, то є операційною системою, яка ним керує. За допомогою даної утиліти регулюються основні характеристики і параметри роботи силового агрегату та інших важливих систем авто.

### Тюнінг трансмісії
Приступаючи до тюнингу трансмісії, потрібно знати певні особливості цього виду тюнінгу.
Основний параметр трансмісії - прохідний момент. Потрібно стежити, щоб він за своїми розмірами дорівнював крутним моментом або був трохи більший від нього. В іншому випадку, якщо крутний момент більше прохідного більш ніж в півтора рази, то ви ризикуєте просто напросто «порвати» КПП. Основне, що можна модернізувати - це змінити передавальний коефіцієнт головної пари на більш високий - посилюється динаміка. Однак при цьому зменшується максимальна швидкість авто, що, однак, не настільки важливо для звичайних міських машин. Також можна вдосконалити шестерінки передач, для того, щоб розгін був швидшим.
Для любителів екстремальної їзди в самий раз буде заміна стандартної КПП на «кулачкову» або дискову, а стандартні диференціали - на диференціали підвищеного тертя. З їх допомогою крутний момент буде найбільш ефективно розподілятися по колесах і ви зможете увійти і пройти поворот з більшою швидкістю. При тюнінгу трансмісії не можна упускати такий важливий її атрибут, як зчеплення. Бо зчеплення - сполучна ланка в ланцюжку між движком і КПП. Існують кілька видів тюнінга зчеплення:
- Установка полегшеного маховика. Ця операція дає приголомшливий ефект при різкому розгоні, однак обороти холостого ходу бувають іноді нестійкими після цього.
- Керамічне зчеплення - зчеплення з двигуном майже без пробуксовок.

Однак такі речі небезпечно встановлювати на серійних автомобілях, не призначених для гонок.

### Тюнінг підвіски
Установка більш жорстких пружин, амортизаторів або стійок підвіски в зборі, установка або заміна стабілізаторів поперечної стійкості, заміна важелів підвіски з метою заниження кліренсу автомобіля і поліпшення стійкості автомобіля на високих швидкостях і в поворотах. Рідше встановлюють систему пневмопідвіски, яка дозволяє з салону змінювати кліренс автомобіля.
У гідравлічному або пневматичному типі підвіски висоту кожного  колеса можна регулювати за допомогою системи поршнів.

### Тюнінг гальм
Встановлення високотемпературних гальмівних колодок з підвищеним коефіцієнтом тертя, установка передніх і задніх супортів з великою кількістю поршнів (супорта бувають з 1, 2, 4, 6, 8 поршнями) і дисків більшого діаметра і товщини з метою підвищення ефективності гальмівної системи автомобіля. Як правило, тюнінг гальмівної системи передує тюнінгу двигуна.

### Тюнінг оптики
Для тюнінгу оптичних приладів автомобіля останнім часом широко застосовують ДХВ (денні ходові вогні) Згідно ПДД України, пункт 9.8. "В холодну пору року на всіх механічних транспортних засобах поза населеними пунктами повинні бути ввімкнені денні ходові вогні, а в разі їх відсутності в конструкції транспортного засобу - ближнє світло фар."   водії зобов'язані дотримуватись цього пункту в період з 1 жовтня по 1 травня включно. В більшості випадків, фари ближнього світла обладнані звичайними лампами розжарювання, які вкрай не ефективні по енергоспоживанню. Оскільки це в свою чергу впливає на перевитрати пального під час їзди, автовласники вдаються до модернізації світло-оптичних приладів додаючи до них блоки ДХВ. В якості ламп в денних ходових вогнях останнім часом використовують світлодіоди білого або місячно-білого кольору. Використання світлодіодів в оптиці виправдано як по енергоспоживанню, так і по надійності цих типів ламп. Іноді в якості ДХВ використовують автомобільні стробоскопи в режимі постійного світіння.
Для задніх фонарів автомобіля також існує модернізація. За бажанням автовласники, у яких на автомобілі присутній додатковий стоп сигнал, можуть доповнити його SPS контролером - стробоскопом. Пристрій під час гальмування забезпечує серію швидких світлових імпульсів з переходом в режим постійного світіння. Такий тюнінг додаткових стоп сигналів забезпечує привернення уваги водіїв до зміни дорожньої обстановки попереду. Особливо ефективним SPS контролер буде під час дощу чи в темну пору доби, коли світло габаритних вогнів автомобіля зливається з світлом стоп сигналів.
Застосування тюнінгу оптики автомобіля  покращує безпечність дорожнього руху, зменшує аварійність,  підкреслює і виділяє автомобіль серед потоку та  додає йому індивідуальності.

## Чіп-тюнінг
Всі сучасні інжекторні і дизельні автомобілі оснащені програмами управління. Для поліпшення роботи даних програм існує чіп-тюнінг. Завдяки оптимізації програм управління можна домогтися зниження витрати палива без втрат потужності, додати потужність і внести безліч інших змін в роботу автомобіля. Застосування чіп-тюнінгу для збільшення потужності несе в собі ризики: втрати гарантії, зниження ресурсу двигуна, коробки передач і інших агрегатів, порушення роботи екологічних підсистем двигуна. Після змін потрібно більш часте проведення регламентних заходів і замін технічних рідин.